# Mysterious Eyes
"Mysterious Eyes" là một trong hai đĩa đơn đầu tay của Garnet Crow được phát hành vào ngày 29 tháng 3 năm 2000. Được đánh dấu là sự hợp tác giữa nhóm với hãng Giza Studio.  "Mysterious Eyes" được sử dụng làm bài hát mở đầu thứ bảy trong anime  Thám tử lừng danh Conan từng đứng vị trí 20 trên bảng xếp hạng Oricon. 

## Danh sách bài hát
- Đĩa đơn CD[1]

1. Mysterious Eyes - 4:29
2. Timing
3. Mysterious Eyes (Instrumental version) - 4:29

## Xếp hạng
| Bảng xếp hạng (2000)        | Vị trí |
| --------------------------- | ------ |
| Oricon Weekly Singles Chart | 20     |